# Witold Hryniewiecki
Witold Hryniewiecki ps. „Tułacz” (ur. 27 listopada 1921 w Kaliszu, zm. 13 marca 2014 w Łodzi) − polski żołnierz podziemia, plutonowy Armii Krajowej.

## Życiorys
Ukrywał się na terenie Zamojszczyzny po ucieczce z zajętego przez Niemców w 1939 r. Górnego Śląska. Zwerbowany do ZWZ w 1940 roku. Po przeszkoleniu otrzymał stopień starszego strzelca. Brał czynny udział w walkach powstania zamojskiego. Pełnił funkcję dowódcy plutonu, a później był zastępcą ppor. Józefa Kaczoruka ps. „Ryszard”, dowódcy kompanii AK „Wiklina”. II wojnę światową zakończył w stopniu plutonowego.
W maju 1945 r. „Ryszard” wytypował „Tułacza” i „Białego” (Kazimierz Wawrzynkowski) na dwutygodniowy kurs dla dowódców plutonów i kompanii organizowany przez zamojski inspektorat ROAK w głębi Puszczy Solskiej dla kilkudziesięciu słuchaczy z wszystkich byłych oddziałów 9 pp AK. Pierwszą lokatę otrzymał „Tułacz”. Na parę dni przed ukończeniem kursu wynikła konieczność przeniesienia obozowiska w inne miejsce, po alarmie o zmierzaniu oddziałów NKWD i UB w ich stronę. Uczestnicy kursu szczęśliwie powrócili do domów.
Po wojnie w napisanych przez siebie książkach przedstawił historię oddziału AK „Wiklina”.
W 2012 roku, „za wybitne zasługi dla niepodległości Rzeczypospolitej Polskiej, za działalność społeczną i kombatancką”, został odznaczony przez prezydenta Bronisława Komorowskiego Krzyżem Oficerskim Orderu Odrodzenia Polski.